# Chailles
Chailles /ʃaij(ə)/ è un comune francese di 2 562 abitanti situato nel dipartimento del Loir-et-Cher nella regione del Centro-Valle della Loira.

## Società

### Evoluzione demografica
Abitanti censiti